# هارولد يسبيرج
هارولد يسبيرج (بالإنجليزية: Harold Weisberg)‏ (و. 1913 – 2002 م) هو كاتب أمريكي، توفي عن عمر يناهز 89 عاماً.